# Lista de dioceses anglicanas no Reino Unido e Irlanda
Esta é uma lista de dioceses anglicanas no Reino Unido e Irlanda, abrangendo Igreja da Inglaterra, Igreja de Gales, Igreja Episcopal Escocesa e Igreja da Irlanda. 

## Igreja da Inglaterra

Província da Cantuária
Província de Iorque

### Província da Cantuária
- Cantuária
- Bath e Wells
- Birmingham
- Bristol
- Chelmsford
- Chichester
- Conventry
- Derby
- Ely
- Exeter
- Gibraltar na Europa
- Gloucester
- Guildford
- Hereford
- Leicester
- Lichfield
- Lincoln
- Londres
- Norwich
- Oxford
- Peterborough
- Portsmounth
- Rochester
- St Albans
- St Edmundsbury e Ipswich
- Salisbury
- Southwark
- Truro
- Winchester
- Worcester

### Província de Iorque
- Iorque
- Blackburn
- Carlisle
- Chester
- Durham
- Leeds
- Liverpool
- Manchester
- Newcastle
- Sheffield
- Southwell e Nottingham

## Igreja de Gales

Dioceses da Igreja no País de Gales

- Bangor
- Llandaff
- Monmouth
- St Asaph
- St Davids
- Swansea e Brecon

## Igreja Episcopal da Escócia

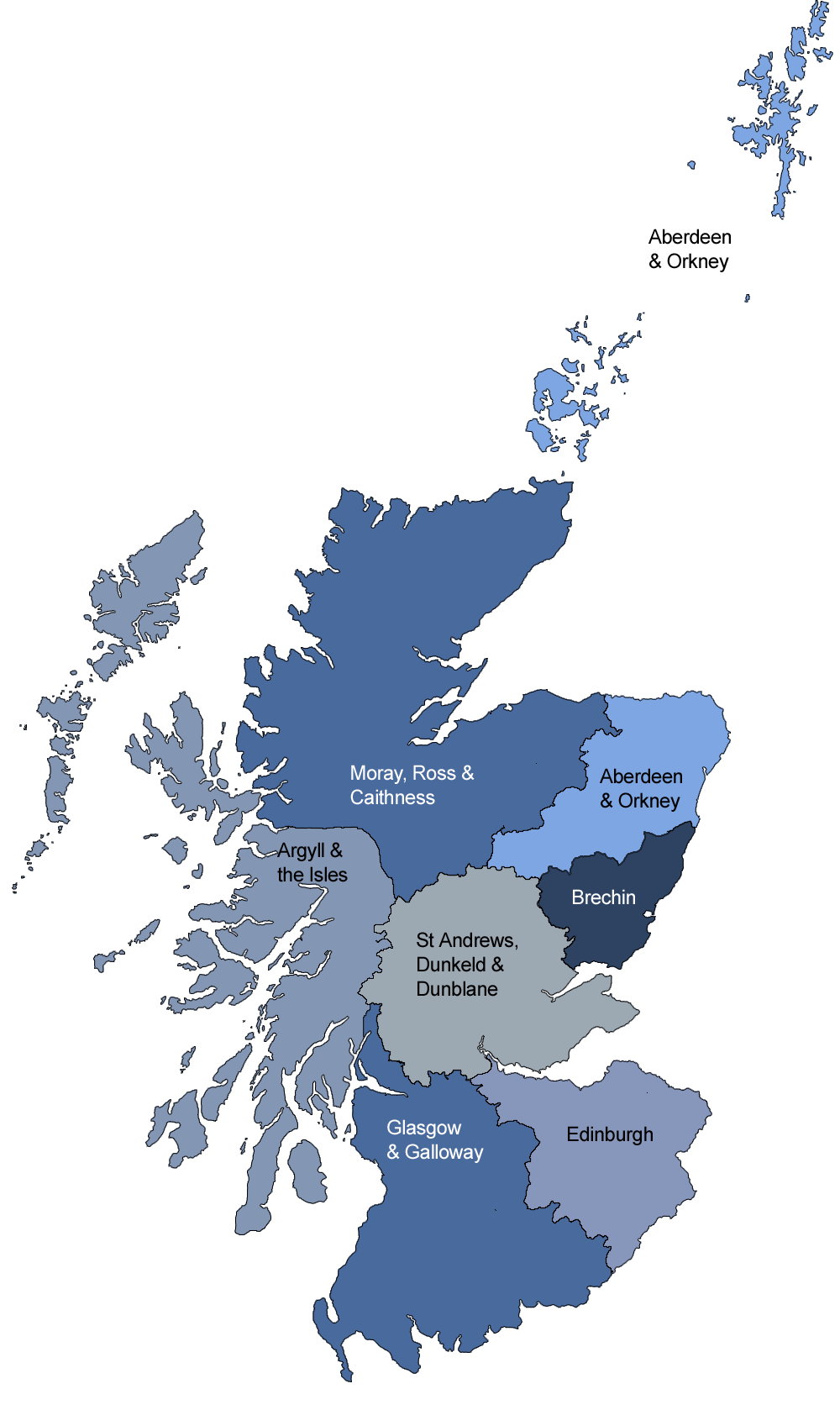
Dioceses da Igreja Episcopal Escocesa

- Aberdeen e Órcades
- Argyll e as Ilhas
- Brechin
- Edimburgo
- Glasgow e Galloway
- Moray, Ross e Caithness
- St Andrews, Dunkeld e Dunblane

## Igreja da Irlanda

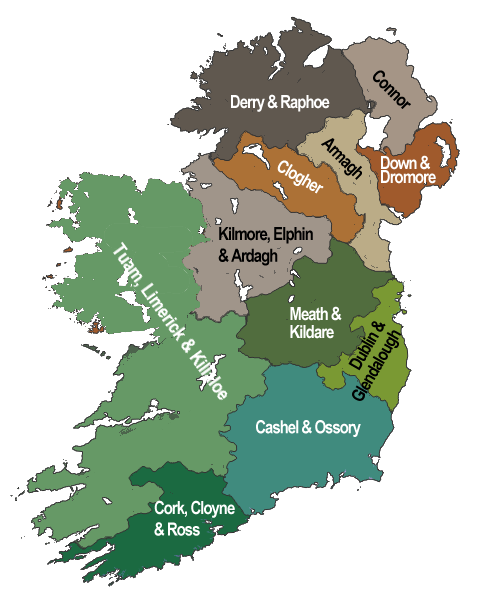
Dioceses da Igreja da Irlanda
▉▉▉Província de Armagh
▉▉▉Província de Dublin

### Província de Armagh
- Armagh
- Clogher
- Connor
- Derry e Raphoe
- Abaixo e Dromore
- Kilmore, Elphin e Ardagh

### Província de Dublin
- Dublin e Glendalough
- Cashel e Ossory
- Cork, Cloyne e Ross
- Tuam, Limerick e Killaloe
- Meath e Kildare